# Donner (månekrater)
Donner er et nedslagskrater på Månen. Det befinder sig på Månens bagside lige nordøst for Mare Australe og bag Månens sydøstlige rand. Det er et område, som lejlighedsvis bringes inden for synsvidde fra Jorden på grund af gunstig libration, men krateret ses da fra siden, så mange detaljer ikke kan observeres. Det er opkaldt efter den finske astronom Anders Donner (1854 – 1938).
Navnet blev officielt tildelt af den Internationale Astronomiske Union (IAU) i 1970. 7,

## Karakteristika
Donnerkrateret har et let eroderet ydre rand, hvor der ligger adskillige små og meget små kratere langs kanten. Et par sammensluttede småkratere ligger over den sydlige rand og indre væg. Et unavngivet, kraterlignende landskabstræk med omtrent samme diameter som Donner er forbundet med den nordlige ydre rand. Strukturen langs den indre kratervæg er blevet udglattet og afrundet efter i lang tid at have været udsat for mindre nedslag.
Kraterbunden er forholdsvis jævn, men mærket af mange småkratere. En højderyg danner en kurve i bundens sydlige del og er forbundet med den indre væg. Den er muligvis en rest af randen af et lille krater.

## Satellitkratere
De kratere, som kaldes satellitter, er små kratere beliggende i eller nær hovedkrateret. Deres dannelse er sædvanligvis sket uafhængigt af dette, men de får samme navn som hovedkrateret med tilføjelse af et stort bogstav. På kort over Månen er det en konvention at identificere dem ved at placere dette bogstav på den side af satellitkraterets midte, som ligger nærmest hovedkrateret. Donnerkrateret har følgende satellitkratere:
| Donner | Længde  | Bredde  | Diameter |
| ------ | ------- | ------- | -------- |
| N      | 33,2° S | 97,1° Ø | 19 km    |
| P      | 33,5° S | 96,3° Ø | 39 km    |
| Q      | 34,3° S | 95,6° Ø | 15 km    |
| R      | 34,4° S | 92,3° Ø | 15 km    |
| S      | 32,1° S | 92,9° Ø | 23 km    |
| T      | 31,1° S | 94,8° Ø | 46 km    |
| V      | 30,5° S | 95,7° Ø | 19 km    |
| Z      | 29,7° S | 97,8° Ø | 13 km    |

## Måneatlas
- Billeder af Donnerkrateret i LPI-måneatlasset